# Tadschrisch

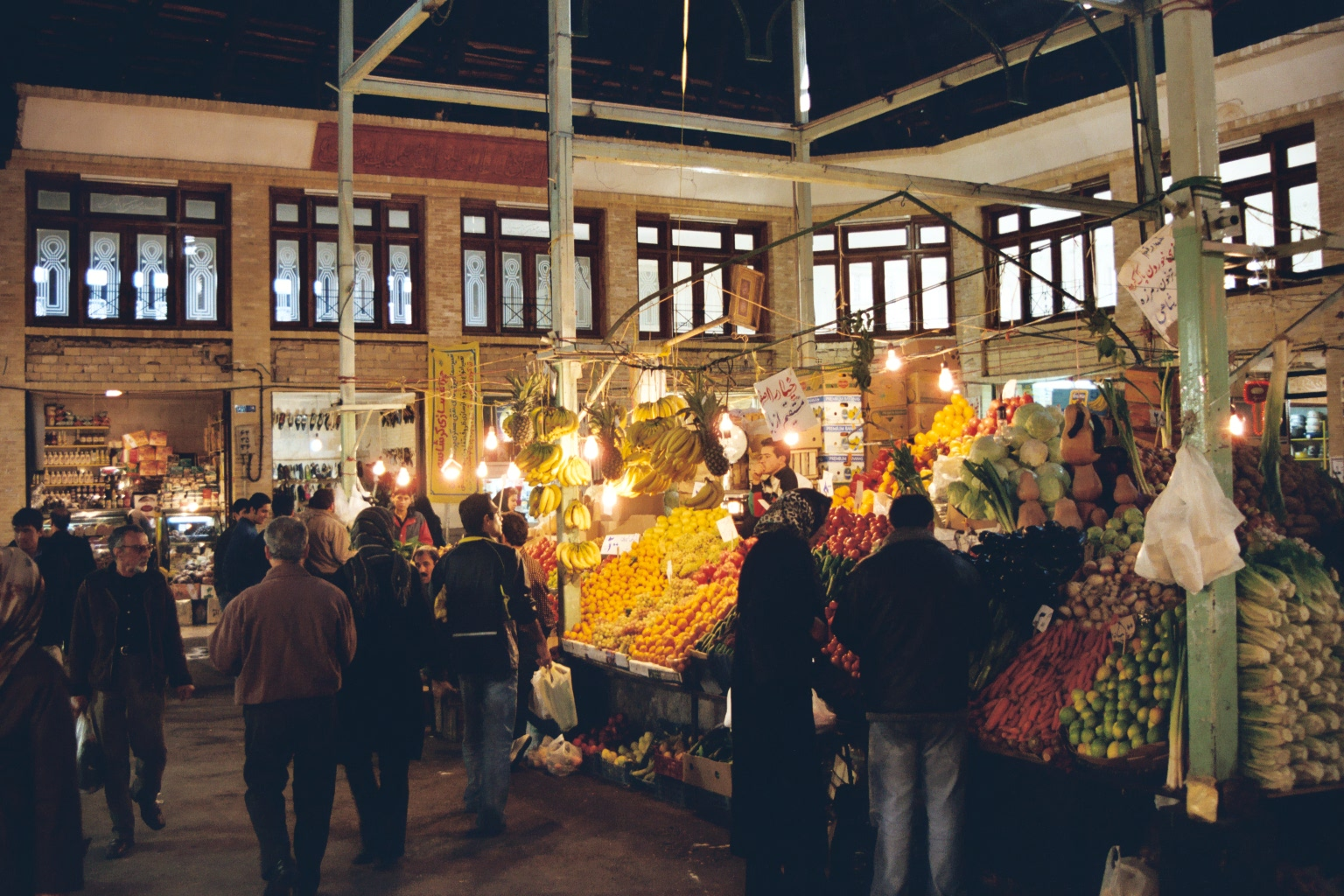
Obstbasar

Tadschrisch (auch Tajrish, persisch تجریش) ist ein Stadtteil im Bezirk Schemiran im Norden von Teheran. Es ist eines der ältesten Viertel der Stadt und entwickelte sich in den letzten Jahren auf Grund seiner niedrigen Luftverschmutzung zu einem beliebten Wohnort der wohlhabenden Bevölkerung. 2006 hatte der Stadtteil 86.000 Einwohner.
In Tadschrisch befindet sich ein alter Basar und das Imam-Zadeh-Saleh-Mausoleum, beides beliebte Touristenziele.
Der Tadschrisch-Platz ist einer der belebtesten Bereiche der Stadt mit einem Bus- und Taxiterminal, Einkaufszentren wie dem Tandis-Center und vielen Restaurants. Vom Tadschrisch-Platz führt die Valiasr-Straße in Richtung Süden und viele weitere Straßen in Stadtteile wie dem Sa'dabad-Palast, Velenjak, Asad Abad, Zaferānieh, Fereshteh, Elahieh und Niavaran sowie andere nördliche Wohnviertel Teherans.

## Geschichte
Bis zu Beginn der 1970er Jahre waren Tadschrisch und Schemiranat kleine Städte an Teherans Stadtgrenze, die von den Bewohnern Teherans für Freizeitaktivitäten genutzt wurden. Mit dem steten Wachstum der Stadt und dem damit verbundenen Bedarf an Wohnraum nahm die Einwohnerzahl von Tadschrisch deutlich zu.

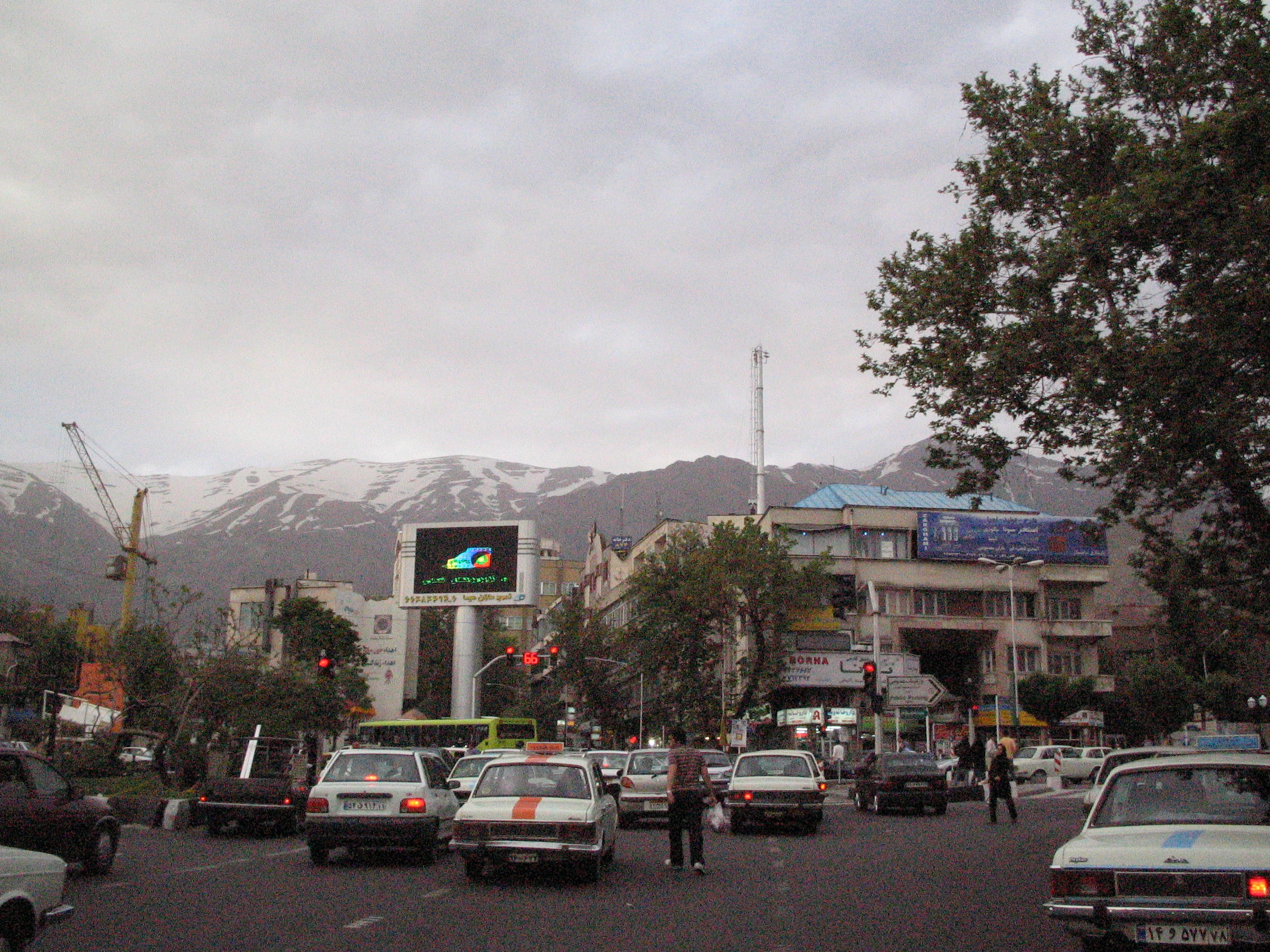
Blick auf den Tadschrisch-Platz in Richtung Norden
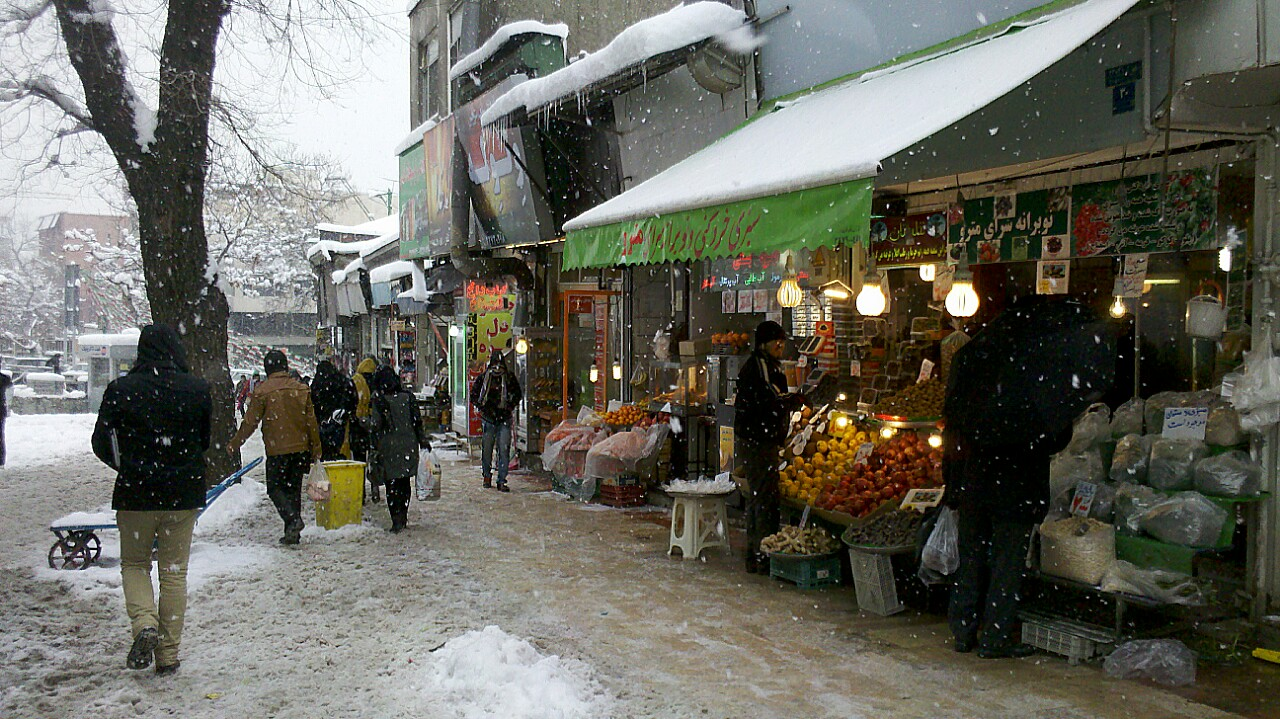
Markt im Winter
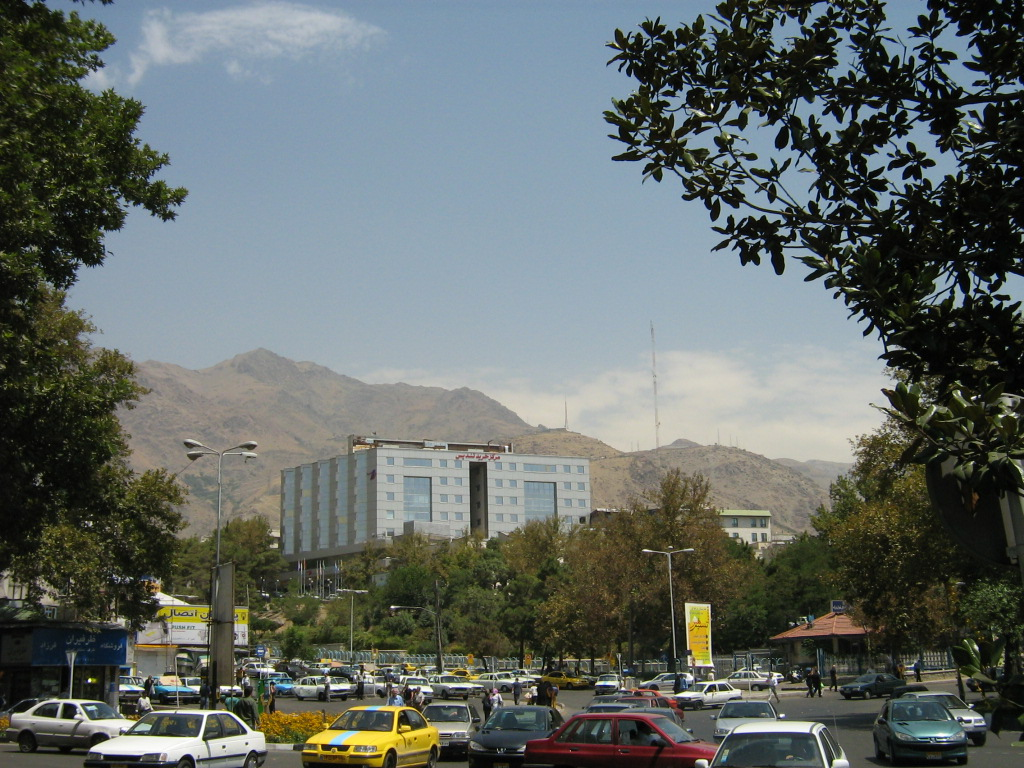
Tandis Einkaufszentrum
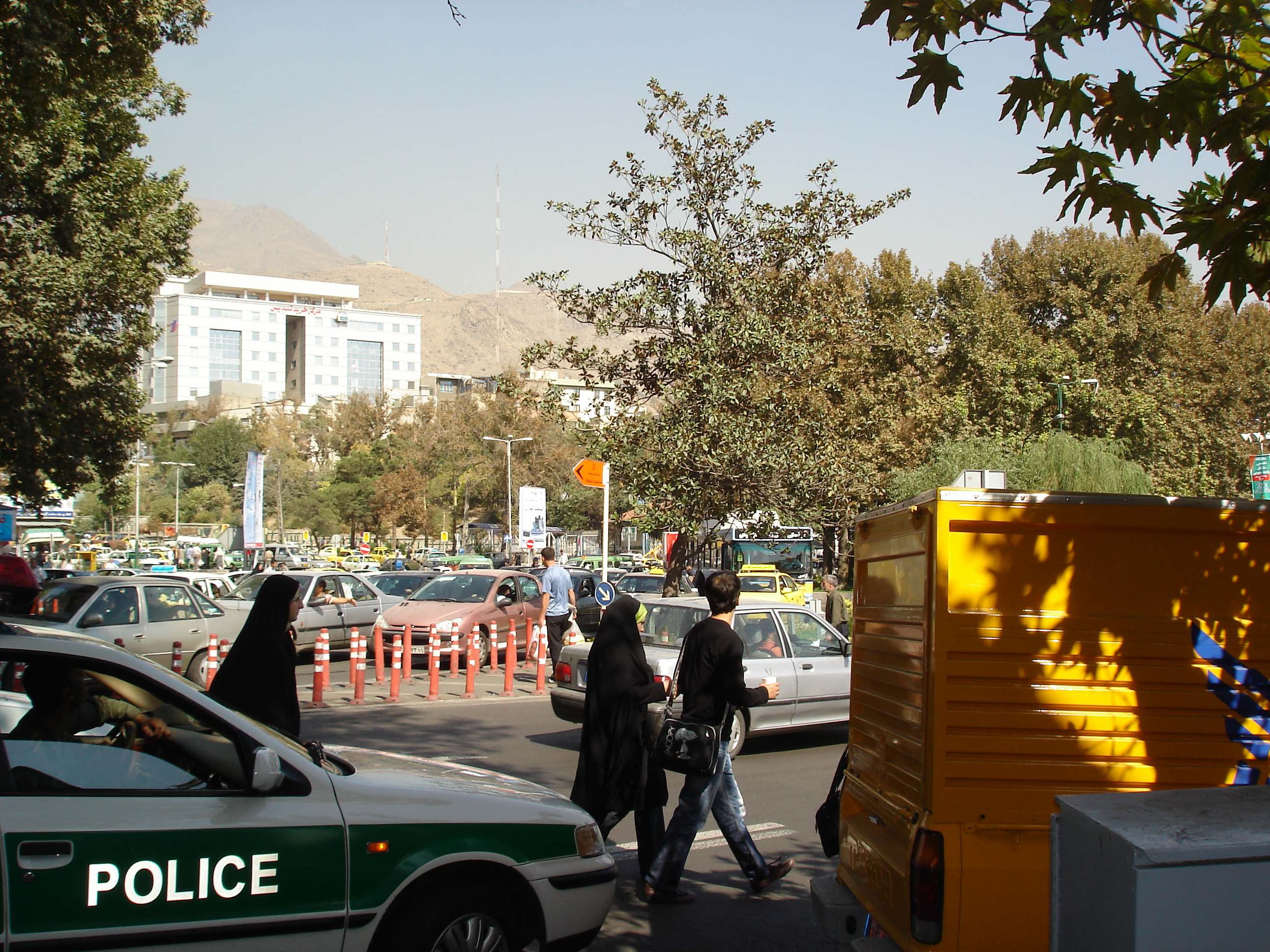
Blick auf den Tadschrisch-Platz von der Valiye-Asr-Straße